# Putkijärvi
Putkijärvi är en sjö i Finland. Den ligger i kommunen Rantasalmi i landskapet Södra Savolax, i den sydöstra delen av landet, 270 km nordost om huvudstaden Helsingfors. Putkijärvi ligger 98,5 meter över havet. I omgivningarna runt Putkijärvi växer i huvudsak blandskog. Arean är 2,82 kvadratkilometer och strandlinjen är 11,27 kilometer lång. Sjön  ingår i Vuoksens huvudavrinningsområde. 